# Rivière aux Pommes
Pour les articles homonymes, voir Pomme (homonymie).
La rivière aux Pommes est un affluent de la rivière Jacques-Cartier, coulant dans les municipalités de Sainte-Catherine-de-la-Jacques-Cartier, Pont-Rouge, Neuville et Donnacona, dans la municipalité régionale de comté (MRC) de Portneuf, dans la région administrative de la Capitale-Nationale, dans la province de Québec, au Canada.
La vallée de la rivière aux Pommes est surtout desservie par la route 365, la route 367 et l'autoroute 40 qui relie les villes de Québec et de Trois-Rivières. Quelques routes secondaires desservent cette zone pour les besoins de l'agriculture.
Hormis les hameaux ou zone de village, l'agriculture est la principale activité économique du secteur ; la foresterie, en second.
La surface de la rivière aux Pommes (sauf les zones de rapides) est généralement gelée de début décembre à fin mars ; la circulation sécuritaire sur la glace se fait généralement de fin décembre à début mars. Le niveau de l'eau de la rivière varie selon les saisons et les précipitations ; la crue printanière survient en mars ou avril.

## Géographie
La rivière aux Pommes prend sa source à Sainte-Catherine-de-la-Jacques-Cartier d'un petit lac non identifié, au pied du mont Bélair. Cette source est située à 3,6 km à l'est du centre du village de Sainte-Catherine-de-la-Jacques-Cartier, à 9,6 km au nord-ouest de l'autoroute 400, à 13,1 km au nord-ouest du fleuve Saint-Laurent, à 19 km au nord-ouest de son embouchure.
À partir de sa source, la rivière aux Pommes coule ensuite sur une distance de 36,1 km. La rivière aux Pommes comporte une dénivellation de 89 m, selon les segments suivants :
- 3,3 km vers le sud-est en formant une grande courbe en zone agricole vers le nord, pour terminer ce segment en traversant un lac artificiel jusqu'au barrage situé en bordure de la route 367 ;
- 5,1 km vers le sud en zone agricole en traversant un terrain de golf, en recueillant la décharge (venant de l'ouest) d'un petit lac non identifié, en recueillant une deuxième décharge de petits lacs non identifiés, en passant du côté est d'un hameau jusqu'à la route 358 ;
- 4,5 km vers le sud en zone agricole en passant dans le petit hameau autour du lac Saint-Denis dans Pont-Rouge, jusqu'à la route Josaphat-Martel ;
- 2,9 km (ou 1,8 km en ligne directe) le sud en courbant vers le sud-ouest et en serpentant grandement en zone agricole et forestière, jusqu'à la route Guénard ;
- 3,3 km vers l'ouest en serpentant grandement en zone agricole jusqu'au chemin de fer ;
- 3,4 km vers le sud-ouest en passant à l'est du village de Pont-Rouge, puis le sud jusqu'à la route de la Pinière (route 365) ;
- 5,7 km vers le sud-est, jusqu'aux deux ponts de l'autoroute 40 ;
- 7,9 km vers l'ouest en formant d'abord une courbe au sud de l'autoroute où elle recueille les eaux de la rivière Noire (venant de l'est), puis vers l'ouest en serpentant grandement en fin de segment, jusqu'à son embouchure[6].

La confluence de la rivière aux Pommes et de la rivière Jacques-Cartier est située à quatre kilomètres au nord de Donnacona,. À partir de cette confluence, le courant descend vers le sud-est sur 3,6 km en suivant le cours de la rivière Jacques-Cartier.
Selon le rapport de la CBJC (en page 51), les zones inondables de la rivière aux Pommes, sont situés dans la ville de Neuville (au croisement de l’autoroute Félix-Leclerc (au nord (2e Rang), et au nord de la rue de la Rivière) et dans la ville de Pont-Rouge (au nord du rang Petit-Capsa, depuis la rue des Hirondelles jusqu'à la route Joséphat-Martel).
Le bassin hydrographique a une superficie de 107 km2.

## Toponymie
Le nom de la rivière aux Pommes date du Régime français. Il pourrait faire allusion à la cenelle, le fruit de l'aubépine, qui abonde dans la région. Le toponyme rivière aux Pommes a été officialisé le 5 décembre 1968 à la Commission de toponymie du Québec.